# Lethenteron kessleri
Lethenteron kessleri is een kaakloze vissensoort uit de familie van de prikken (Petromyzontidae). De wetenschappelijke naam van de soort is voor het eerst geldig gepubliceerd in 1905 door Anikin.